# Kubai földigalamb
A kubai földigalamb (Geotrygon caniceps) a madarak osztályának galambalakúak (Columbiformes) rendjéhez és a galambfélék (Columbidae) családjához tartozó  faj.

## Rendszerezése
A fajt Juan Gundlach kubai ornitológus írta le 1855-ben, Columba nembe Columba caniceps néven.

## Előfordulása
Kuba területén honos.  Természetes élőhelyei a szubtrópusi és trópusi síkvidéki és hegyi esőerdők. Állandó, nem vonuló faj.

## Megjelenése
Testhossza 26-30 centiméter, testtömege 210 gramm. A háta fényeskék, szeme piros. A hím és a tojó hasonlóak, de a fiatalok sötétebb tollúak és homlokuk szürke, meg a torkuk halványszürke.

## Életmódja
Magvakkal és kisebb gerinctelenekkel táplálkozik.

## Szaporodása
A kubai földigalamb monogám. A tojó 2 bézs színű tojást rak, 13 napig kotlik rajtuk.

## Természetvédelmi állapota
Az elterjedési területe még nagy, de folyamatosan csökken, egyedszáma 1500-7000 példány közötti és a vadászatok miatt csökken. A Természetvédelmi Világszövetség Vörös listáján sebezhető fajként szerepel.